# Protoaeginella muriculata
Protoaeginella muriculata är en kräftdjursart. Protoaeginella muriculata ingår i släktet Protoaeginella och familjen Caprellidae. Inga underarter finns listade i Catalogue of Life.